# Veronika se rozhodla zemřít
Veronika se rozhodla zemřít (portugalsky Veronika decide morrer) je román brazilského spisovatele Paula Coelha, vydaný poprvé roku 1998 v Rio de Janeiru. V Česku vydalo nakladatelství Argo v roce 2000, přeložila Pavla Lidmilová.
Román je druhým dílem trilogie nazvané A dne sedmého… Všechny tři knihy nám ukazují, že veliké změny se dějí během krátké doby. Poslední díl trilogie se jmenuje Ďábel a slečna Chantal a první díl U řeky Piedra jsem usedla a plakala.

## Obsah
Příběh o mladé slovinské dívce, která ačkoliv, nebo právě proto, že má všechno, spolyká velké množství prášků na spaní a smířená sama se sebou čeká na smrt. Jenomže přežije a probouzí se v psychiatrické léčebně Villete, kde ji doktor oznámí, že její srdce nevydrží déle než týden. A právě v těchto posledních dnech zažívá největší překvapení, nejkrutější pravdy a nejvroucnější lásku svého života.
Hlavní poselství knihy spočívá v tom, že si čtenář uvědomí, jak moc si je jist svým životem, dny, týdny a roky utíkají a on si možná – pokud vůbec – na stará kolena uvědomí, jak nenávratně je každý okamžik na Zemi vzácný. Hlavní hrdinka knihy prožívá každý svůj den jako poslední, protože jí lékař sdělí, že její srdce bylo nevratně poškozeno a nikdo jí nemůže zaručit, že se zítra probudí.
Veronika se v léčebně zamiluje do schizofrenika Eduarda, který jí dává poznat dosud netušené rozměry lidského bytí, učí ji radovat se z každé maličkosti, rozkvetlé květiny či východu slunce…
Podrobnější obsah knihy:
Píše se jedenáctý listopad roku 1997 a Veronika se rozhodla zemřít. Spolykala čtyři balení prášků na spaní. Co jí to dalo práce, než je sehnala. Půl roku jí to trvalo. A důvod. Snad že se jí zdá jeden den jako druhý a ona se na to už nemůže dívat. A hlavně vlastně nežije takový život, jaký by ve skrytu své duše chtěla: živit se hraním na klavír. Všichni jí to rozmlouvali, a tak se nakonec stala knihovnicí. Pevná pracovní doba, jistota zaměstnání. No prostě ideál. Ale jak pro koho.
Pokus se jí nepovedl. Probrala se v psychiatrické léčebně Villete úplně nahá, napojená na spoustu hadiček a připoutaná k lůžku. Celé tělo ji bolelo. Po čase přišel doktor. Sdělil jí, že byla čtrnáct dní v kómatu a že jí ty prášky, co spolykala, poškodily srdce a to se maximálně za pět dní zastaví úplně. Do té doby jí budou dávat povzbuzující injekce, aby jí bylo alespoň trochu lépe.
Když ji pustili z lůžka a trošku se sebrala, tak začala dělat věci, které před tím nikdy nedělala a říkat lidem věty, které se před tím neodvážila vyslovit ze strachu z odsouzení. Teď, když věděla, že umře, jí to bylo jedno. A najednou začala pociťoval chuť žít. Cosi se změnilo. Vědomí smrti v ní probudilo touhu po životě. A nejen u ní. V léčebně všichni pacienti věděli, co Veronika prožila a že brzy umře. Se smrtí se zde setkávali poměrně často, ale ne u takhle mladého a krásného děvčete.
Veronika si každý večer uskutečňovala svůj sen: hrála na klavír. Nejdříve jen tak pro sebe a později pro schizofrenního Eduarda, zahradu, hvězdy, měsíc a hory v dáli.
Poslední večer před koncem termínu, který jí lékař stanovil, spolu s Eduardem ruku v ruce utekli do centra města. Zašli si do restaurace na honosnou večeři, popili značkové víno a k ránu se zašli podívat na hradby, kde společně usnuli. Brzy ráno je probudil hlídač hradu a považujíce je za bezdomovce vyzval je k odchodu do městské noclehárny. Byl totiž listopad a to je v Slovinsku pořádná zima. Eduard se probral jako první. Myslel si, že Veronika již není mezi živými. Najednou se její víčka pohnula a ona otevřela oči. Oba to považovali za zázrak a byli rádi, že mají den života navíc.
Mezitím v léčebně zjistili, že jim dva pacienti chybí. Doktor měl o incidentu napsat hlášení, ale když zjistil, o koho se jedná, tak se usmál a byl rád, že jeho pokus s Veronikou vyšel. Zase má touhu žít. A svůj čin snad už v budoucnu nezopakuje.
Když totiž Veroniku přijímal, tak se rozhodl vyzkoušet na ní svou teorii o léčbě. Každý den jí dával injekci Fenotalu, léku, který dokáže v těle nasimulovat srdeční záchvat, a Veronice řekl, že má jen pět dní života. Léčba spočívá v tom, že vědomí smrti podněcuje touhu žít. Teď ho jen trochu trápilo svědomí, že Veronice neřekl pravdu, než s Eduardem utekla.

## Česká vydání
- Veronika se rozhodla zemřít, překlad Pavla Lidmilová, Argo, 2000
- Veronika se rozhodla zemřít, překlad Pavla Lidmilová, Argo, 2002
- Veronika se rozhodla zemřít, překlad Pavla Lidmilová, Argo, 2016